# Кліторомегалія
Кліторомега́лія або гіпертрофі́я клі́тора (лат. clitoromegalia, hypertrophia clitoridis) — патологічне збільшення голівки клітора. У найбільш виражених випадках є симптомом інтерсексності.

## Визначення
Нормальні розміри видимої у вульві частини клітора (голівки та капюшона) складають: довжина — 4-5 мм, поперечна ширина — 3-4 мм. Перевищення цих параметрів класифікується як кліторомегалія. Проте в акушерській і гінекологічній літературі поширене визначення кліторомегалії як перевищення кліторального індексу (який дорівнює добутку довжини та ширини голівки клітора) нормального значення у 35 мм. Це майже удвічі більше. Втім, уявлення про нормальні розміри клітора базуються на вивченні жінок європеоїдної раси. Розміри клітора можуть значно різнитися залежно від расової належності.

## Ступені
У найбільш виражених випадках кліторомегалія є симптомом інтерсексності (псевдогермафродитизму): голівка клітора нагадує пеніс. Згідно з класифікацією швейцарського лікаря А. Прадера, виділяють сім ступенів маскулінізації жіночого організму і відповідних розмірів голівки клітора:
- 0 ступінь — нормальний розмір голівки клітора.
- 1 ступінь — злегка збільшена голівка клітора і злегка зменшений вагінальний отвір. Може залишитися непоміченим або класифікуватися як норма.
- 2 ступінь — геніталії явно ненормальні на вигляд, голівка клітора сильно збільшена (на цій і подальших стадіях вона зветься псевдофалосом), малий вагінальний отвір з окремим сечівниковим отвором. Зрощення статевих губ у задній частині.
- 3 ступінь — ще більше збільшення голівки клітора, спільний отвір вагіни і сечівника (сечостатевий синус), майже повне зрощення статевих губ.
- 4 ступінь — статеві органи більше нагадують чоловічі, з пустою мошонкою і голівкою клітора розміром з нормальний пеніс, але без достатнього звільнення капюшона клітора при відтяганні догори (як при викривленні пеніса). Спільний вагінально-сечівниковий отвір біля основи голівки клітора або на її тілі (як при гіпоспадії у чоловіків). Рентгенівське дослідження виявляє сполучення клітора з вагіною і маткою, це може спричинити порушення сечовипускання та інфекцію.
- 5 ступінь — повна вірилізація, клітор на вигляд як нормально розвинений пеніс з отвором на кінці. Мошонка порожня.
- 6 ступінь — жіночі геніталії мають вигляд нормальних чоловічих[3].

## Причини
Кліторомегалія є рідкісним явищем і може бути як вродженою, так і набутою. Причинами вродженої кліторомегалії можуть бути:
- вроджена гіперплазія кори наднирників, у цьому випадку надниркові залози плода виробляють додаткові чоловічі гормони[4];
- вживання вагітною норитистерону (спричиняє збільшення клітора), зараз це рідко завдяки застосовуванню безпечних прогестрогенів;
- вроджене рецесивно спадковане аутосомне порушення, відоме як синдром Фрейзера[5].

Причинами набутої кліторомегалії є порушення гормонального балансу дорослої жінки, у тому числі синдром полікістозних яєчників і гіпертекоз яєчників, та інші яєчникові патології, включаючи вірулентні (аренобластома) і неврофіброматичні пухлини, а також кісти. 
Іноді збільшення клітора відбувається без помітних причин. У жінок, які займаються бодибілдингом та деякими іншими видами спорту й уживають андрогени для росту м'язової маси, можуть також спостерігати збільшення клітора і підвищення сексуального потягу. Жінки, що вживають тестостерон з медичних показань (авертингостеороз, як складова антидепресивної терапії, низьке лібідо тощо), також схильні до збільшення клітора, хоча рекомендовані дози препаратів роблять його не таким помітним.
Окремо варто згадати псевдокліторомегалію (псевдогіпертрофію клітора): уявне збільшення клітора у дівчат унаслідок мастурбації: маніпуляції з капюшоном клітора приводять до його пошкоджень, які поширюються на суміжні тканини і малі статеві губи. Це створює ілюзію збільшення клітора.

## Лікування
Зменшення клітора можна провести оперативним шляхом.